# Diazepám
A diazepám egy benzodiazepinszármazék, melynek szorongásoldó, antiepileptikus, nyugtató, izomrelaxáns és amnéziaokozó hatásai vannak. A VIII. Magyar Gyógyszerkönyvben Diazepamum    néven hivatalos.  

Szorongás, álmatlanság, alkoholelvonási tünetek és izomgörcsök kezelésére használják. Bizonyos orvosi vizsgálatok előtt (pl. endoszkópia) is adják, hogy csökkentse a feszültséget és a szorongást, valamint néhány sebészeti beavatkozás előtt.

## Hatása
A diazepám egy, az 1,4-benzodiazepinek csoportjába tartozó pszichotrop gyógyszer. A csoportba tartozó szerekre kifejezetten jellemző a tenzió csökkentése, hatásukra izgatottság, szorongás alakulhat ki, valamint szedatív, hipnotikus hatással rendelkeznek. Ezeken túl a diazepám izomrelaxáns és antikonvulzív hatású is. Alkalmazzák szorongás és feszült állapotok rövid távú kezelésére, szedatívumként, premedikációban, izomspasmus oldására, valamint alkoholelvonási tünetek kezelésére.
A diazepám a központi idegrendszer és bizonyos perifériás szervek perifériás receptoraihoz kötődik. A központi idegrendszerben található benzodiazepin receptorok szoros funkcionális kapcsolatban állnak a GABA-erg (gamma-aminovajsav) transzmitter rendszer receptoraival. A hatását a GABA-erg szinaptikus gátlás hatékonyságának fokozása útján fejti ki, elsősorban a limbikus rendszer, a szubkortikális formációk, a talamusz és a hipotalamusz területén. A GABA a fő központi idegrendszeri gátló neurotranszmitter. A GABAa receptor alloszterikus kötőhelye a központi idegrendszeri depresszánsok közül a benzodiazepineknek is, így a diazepámnak. A benzodiazepin receptor agonistái anxiolitikus, antikonvulzív, szedatohipnotikus és izomrelaxáns hatással rendelkeznek. Nem okoznak általános neuronális gátlást. A benzodiazepinek GABAa receptoron történő kötődésének következtében megnő a receptor affinitása a GABA iránt. Ez a receptorkomplexumon elhelyezkedő kloridcsatorna elhúzódó aktivációját eredményezi, aminek során nagyobb mennyiségű kloridion áramlik be a neuronba, fokozott mértékben hiperpolarizálva a sejtmembránt és gátolva az ingerületátvitelt. A GABAA receptorkomplexum részét képező több benzodiazepin receptor altípus ismert (α1- α6).

## Védjegyezett nevű készítmények
- Valium (Hoffmann-La Roche)
- Seduxen (Richter)